# Bibliothèque Mazarine
 (janvier 2024).
Si vous disposez d'ouvrages ou d'articles de référence ou si vous connaissez des sites web de qualité traitant du thème abordé ici, merci de compléter l'article en donnant les références utiles à sa vérifiabilité et en les liant à la section « Notes et références ».

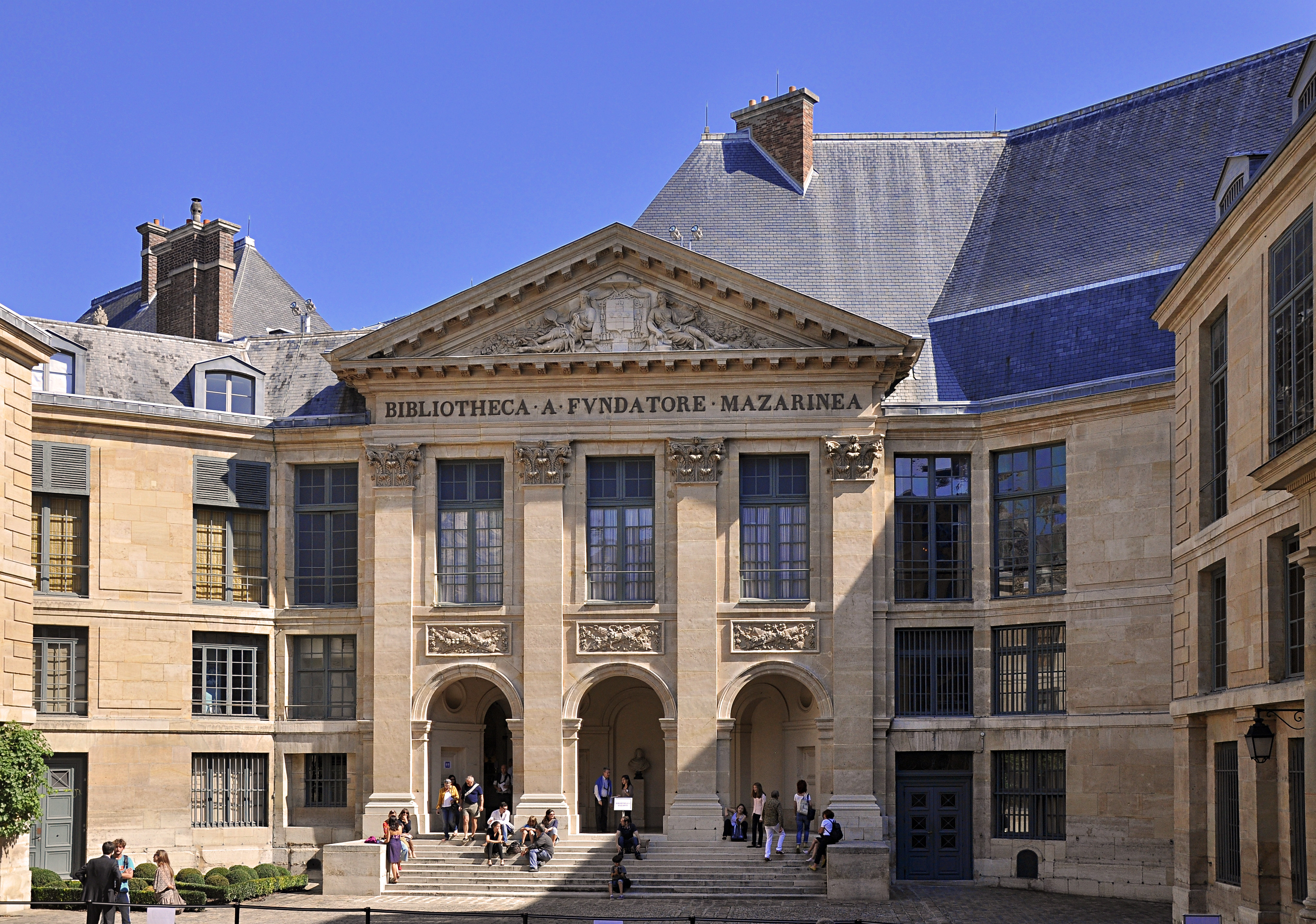
Entrée de la bibliothèque dans une cour intérieure du collège des Quatre-Nations.

La bibliothèque Mazarine, communément appelée la Mazarine, est la plus ancienne bibliothèque publique de France.
Située quai de Conti, dans le quartier de la Monnaie du 6e arrondissement de Paris, elle constitue une « bibliothèque de grand établissement scientifique et littéraire », placée sous la tutelle du ministère de l'Enseignement supérieur et rattachée administrativement à l'Institut de France. Ses fonds, complétés au fil du temps, sont à l'origine issus de la bibliothèque personnelle du cardinal Mazarin (1602-1661).

## Histoire

### Les bibliothèques de Mazarin

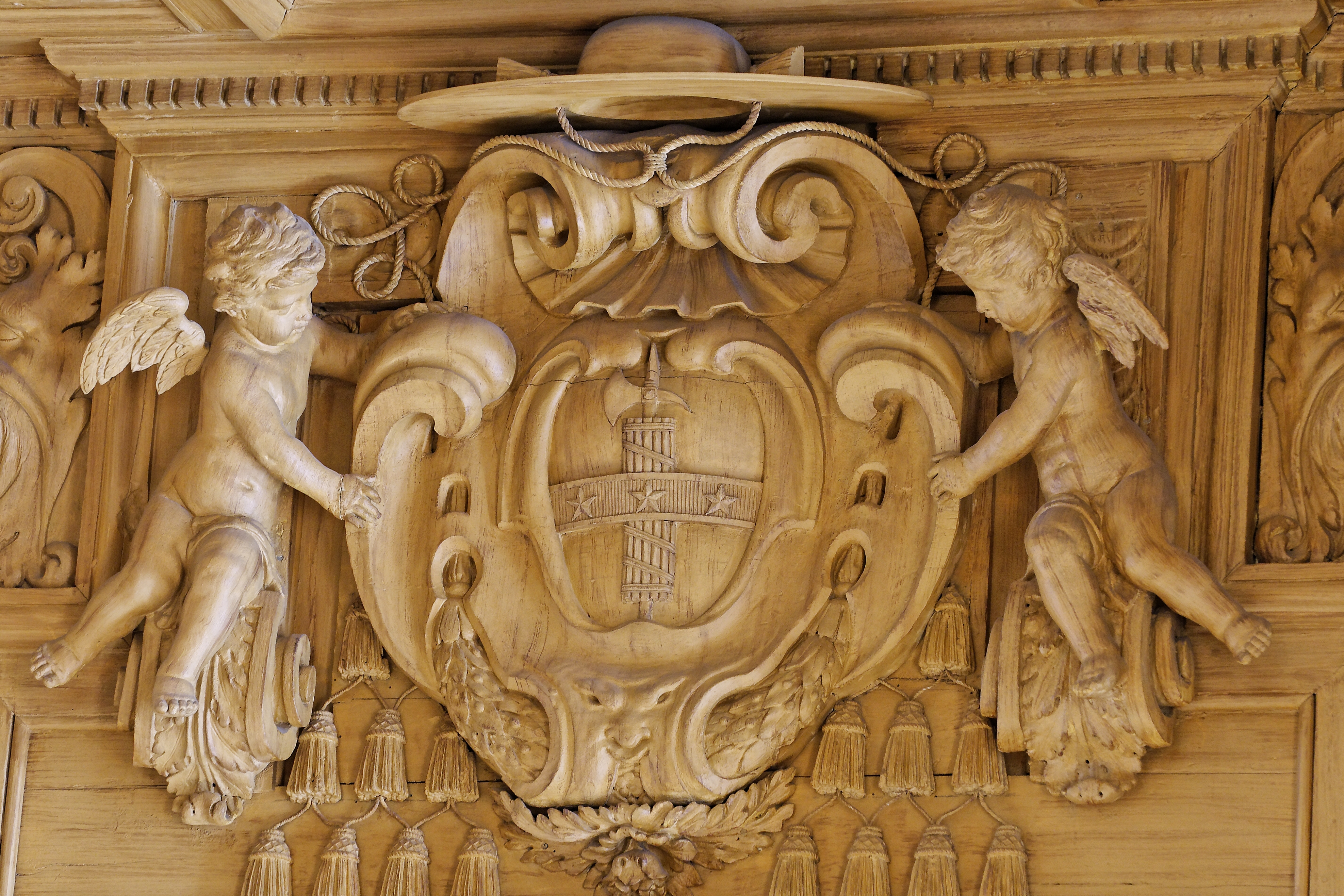
Boiseries aux armes de Mazarin dans la salle de lecture.

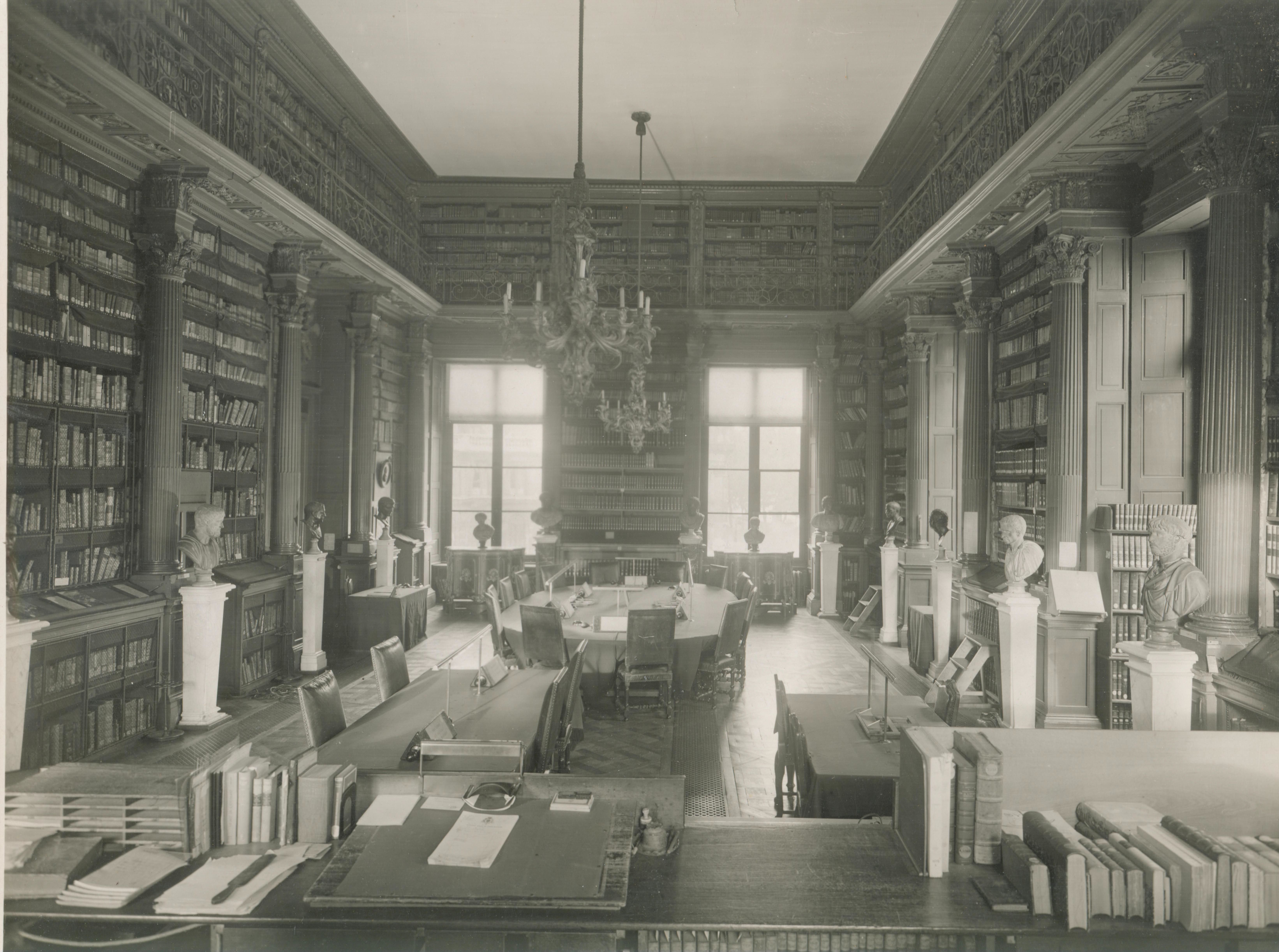
La salle de lecture dans les années 1900.

Le cardinal Mazarin, déjà possesseur d'une bibliothèque de plusieurs milliers d'ouvrages à Rome, charge, dès 1643, Gabriel Naudé d'en constituer une seconde à Paris. L'acquisition, en août 1643, de la bibliothèque du chanoine Descordes constitue, en quelque sorte l'acte fondateur de cette bibliothèque. Au cours des années suivantes, Naudé continue d'enrichir la bibliothèque par des achats, tant en France que dans les pays voisins ; en 1644 il se rend ainsi en Flandres, en 1645-1646 en Italie, en 1646-1647 en Allemagne, en 1647 en Angleterre et en Hollande. Parallèlement, la bibliothèque s'augmente de quelques belles collections telles la collection de Brienne (deux mille pièces originales concernant les affaires étrangères), celle de Rollan ou celle de Jean Tileman Stella, et des nombreux ouvrages, donnés ou dédiés à Mazarin. La bibliothèque ainsi constituée compte vraisemblablement, vers 1648, environ 40 000 volumes, ce qui en fait la plus importante collection rassemblée jusqu'alors en Europe.
La Fronde marque un coup d'arrêt dans le développement de la bibliothèque. Dès 1649, elle est menacée par la décision du Parlement de Paris de confisquer les biens de Mazarin ; finalement, si la vente des meubles et tableaux est autorisée, aucune décision définitive n'est prise en ce qui concerne la bibliothèque, dont la garde est confiée à Naudé. La paix de Saint-Germain (1er avril 1649) et le retour de Mazarin à Paris sauvent provisoirement la bibliothèque mais, en décembre 1651, le Parlement met à prix la tête de Mazarin pour 150 000 livres et décide, pour se procurer cette somme, de procéder à la vente de tout ce que contient le palais Mazarin, à commencer par la bibliothèque. et celle-ci est dispersée du 8 janvier au 17 février 1652. Naudé réussit malgré tout à sauver par divers moyens (soustraction avant la vente ou recours à des prête-nom) une petite part des ouvrages, dans l'idée de pouvoir un jour reconstituer la bibliothèque.
Dès son retour triomphal à Paris, en février 1653, Mazarin rappelle Naudé — devenu entretemps bibliothécaire de la reine Christine de Suède —, mais celui-ci meurt en route et c'est à son ancien collaborateur, François de la Poterie, que Mazarin confie le soin de reconstituer une bibliothèque. La Poterie s'acquitte au mieux de cette tâche en récupérant les ouvrages sauvés par Naudé, en rachetant la bibliothèque personnelle de celui-ci et en reprenant ses méthodes. En 1661, cette seconde bibliothèque de Mazarin avait pratiquement retrouvé l'importance de la première.

### La bibliothèque du collège des Quatre-Nations
Souhaitant imiter son prédécesseur Richelieu et éviter que sa bibliothèque ne soit une nouvelle fois dispersée après sa mort, Mazarin décide de la léguer au collège des Quatre-Nations, qu’il fonde par testament en 1661, destiné à l'éducation de soixante jeunes gens originaires des quatre provinces réunies au royaume sous son gouvernement (Alsace, Flandres, Roussillon et Pignerol). Des Lettres patentes portant règlement pour le collège des Quatre-Nations, données par Louis XIV au mois de mars 1688, et enregistrées au Parlement le 23 mars de la même année, confirment ces dispositions en les précisant.
La bibliothèque, rouverte en 1689 dans l'aile orientale du bâtiment construit pour abriter le collège, accueille durant tout le XVIIIe siècle collégiens (dont Louis-Sébastien Mercier, qui en fait une description critique dans son Tableau de Paris), visiteurs étrangers et public érudit, tout en continuant d'enrichir ses collections jusqu'à compter, à la fin du XVIIIe siècle, plus de 60 000 volumes.

### La bibliothèque Mazarine

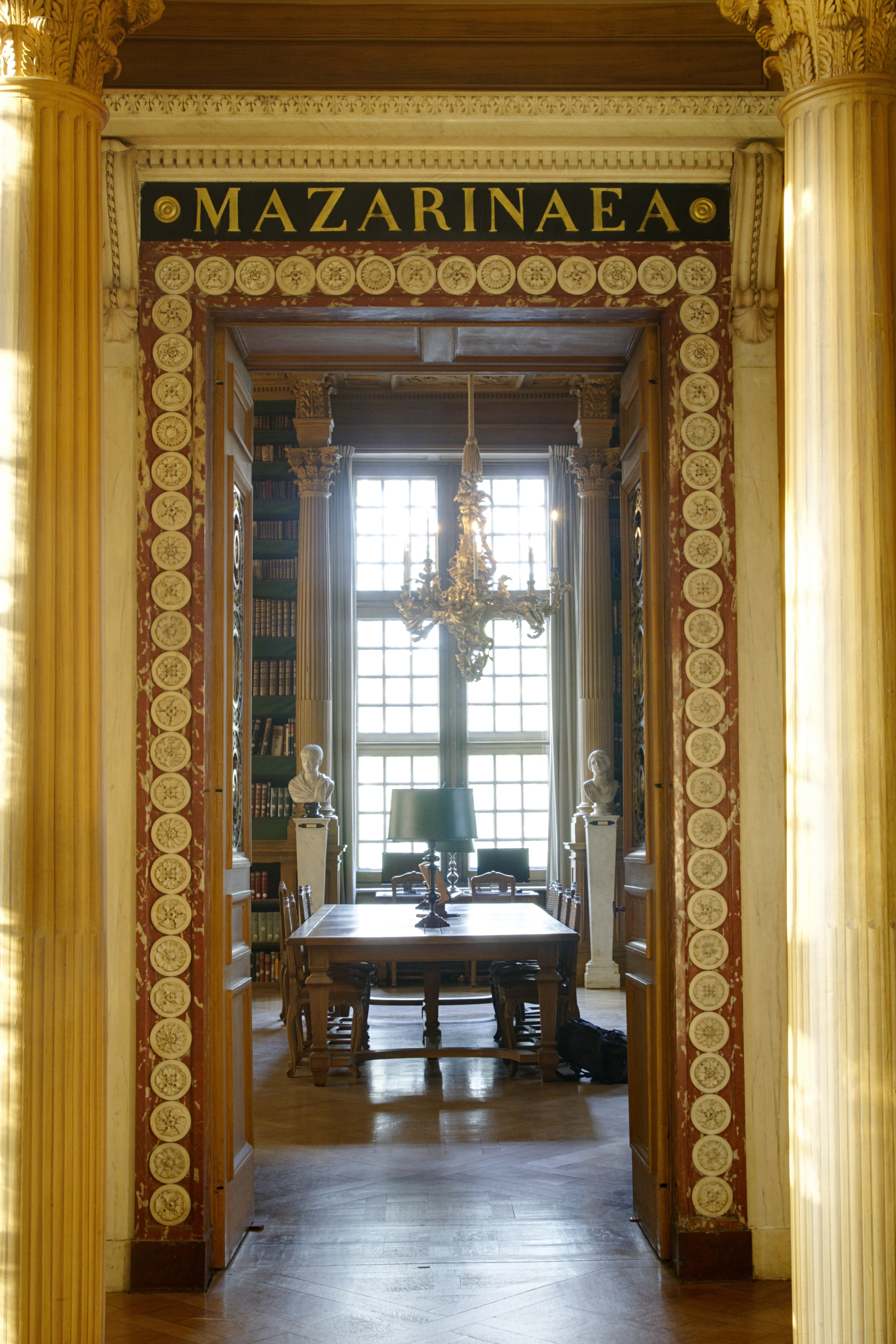
Entrée de la salle de lecture.

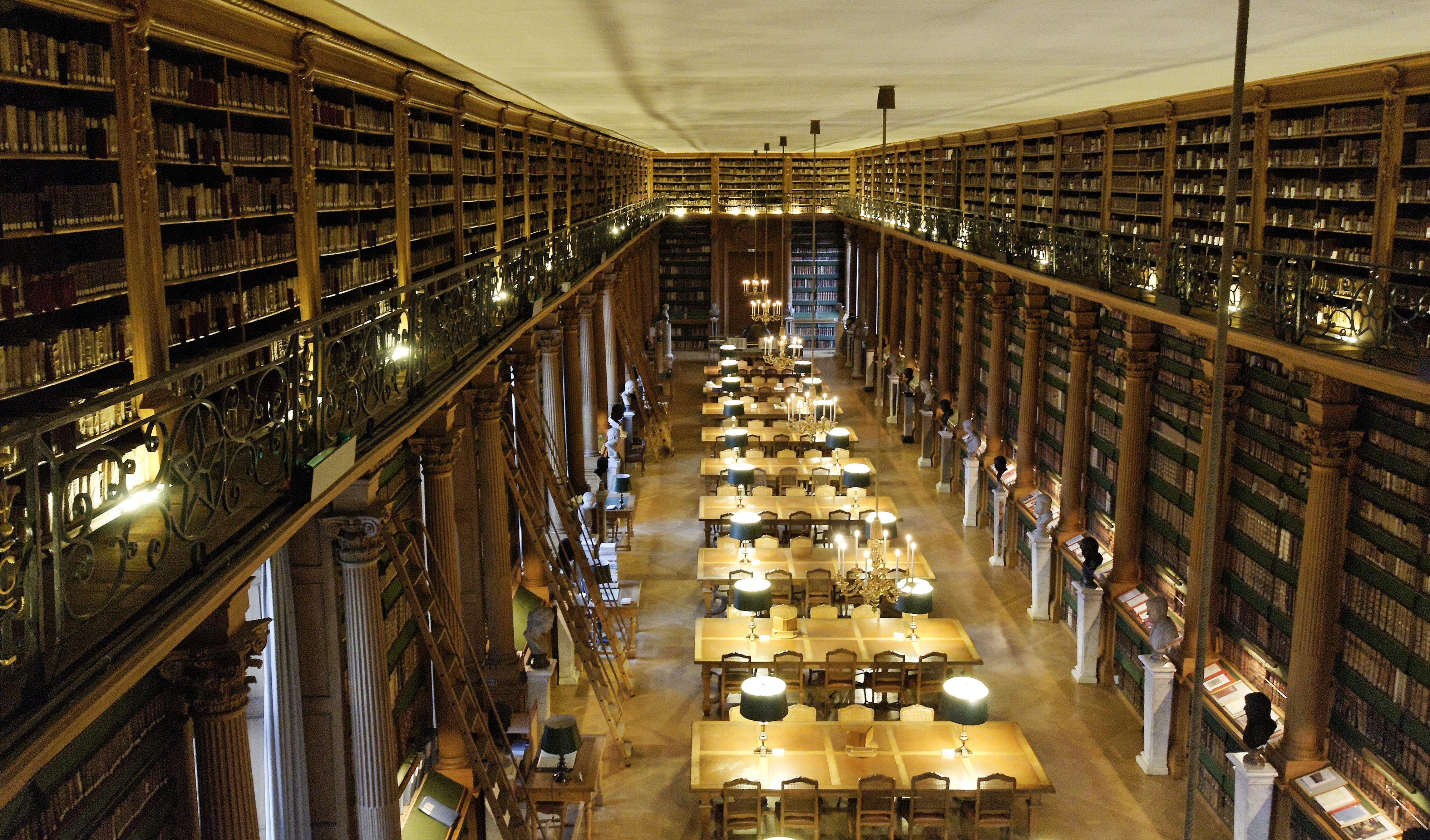
Vue en hauteur de la salle de lecture.

Durant la Révolution française, la bibliothèque Mazarine est maintenue en activité en raison de son caractère public (Mazarin a indiqué dans son testament qu'il fallait que la bibliothèque restât ouverte au public). Mais le collège fut supprimé. Elle bénéficie même largement des confiscations révolutionnaires, grâce à l'action de son bibliothécaire, Gaspard Michel, dit l'abbé Leblond, qui puise largement dans les dépôts littéraires constitués avec les bibliothèques confisquées (la Mazarine possède ainsi, entre autres, une partie des manuscrits et ouvrages du prince Xavier de Saxe).
De 1926 à 1945, la bibliothèque a fait partie de la Réunion des bibliothèques nationales.

## Statut
La bibliothèque Mazarine, bibliothèque patrimoniale d'étude et de recherche dépendant du ministère de l'Enseignement supérieur et de la Recherche, est placée sous l'autorité administrative de l’Institut de France qui occupe, depuis 1805, les anciens bâtiments du collège des Quatre-Nations.
Elle est, depuis 1643, publique et ouverte à tous. La consultation des collections se fait sur place uniquement et celle des ouvrages rares et précieux est soumise à conditions.

## Collections
La bibliothèque compte aujourd'hui environ 600 000 volumes. Si son très riche fonds ancien — près de 200 000 volumes — est encyclopédique, son fonds moderne est lui spécialisé en histoire, notamment l'histoire religieuse, littéraire et culturelle du Moyen Âge (XIIe - XVe siècles) et des XVIe - XVIIe siècles, l'histoire du livre et l'histoire locale et régionale de la France.
Si la collection de manuscrits de Mazarin est aujourd'hui — du fait d'un « échange », en 1668, avec la Bibliothèque royale — à la Bibliothèque nationale de France, la bibliothèque compte malgré tout plus de 4 600 manuscrits (dont environ 1 500 manuscrits médiévaux parmi lesquels de nombreux manuscrits enluminés), provenant essentiellement de saisies révolutionnaires ; 2 370 incunables, dont un exemplaire de la bible de Gutenberg — connu sous le nom de bible Mazarine —, et la plus importante collection au monde de mazarinades.
La bibliothèque a également reçu aux XIXe et XXe siècles plusieurs fonds importants parmi lesquels les archives de Pierre-Antoine Lebrun, de Joseph Tastu ou d'Arsène Thiébaut de Berneaud ; la bibliothèque et les archives scientifiques d'Albert Demangeon et de son gendre Aimé Perpillou (géographie) ; la très riche bibliothèque du Dr Marcel Chatillon (histoire des Antilles) ou une partie de celles du chevalier de Paravey (voyages), de Jean-Jacques Ampère (civilisations nordiques), de Prosper Faugère (Blaise Pascal et le jansénisme), etc.
La Bibliothèque continue à acheter des livres, manuscrits et s'est spécialisée dans les disciplines historiques.
La Bibliothèque organise des visites guidées gratuites, destinées uniquement aux particuliers. Organisées en fin de journée sous la conduite d'un conservateur, elles durent environ 1 h 30 et sont consacrées à l'histoire de la bibliothèque et de ses collections, à son architecture et à son décor, à la présentation de ses ressources et de ses services.

### Hommage
En 1980, sur son album Clerc Julien, Quand je joue, Julien Clerc rend hommage à la bibliothèque, à travers la chanson qui ouvre l'album Bibliothèque Mazarine, composée par lui-même et écrite par Etienne Roda-Gil, plaçant le texte dans l'époque du début des années 1980 en parlant du Pont des Arts en travaux, mais en parlant de quelqu'un au volant de sa voiture, écoutant à la radio du disco en anglais chanté par Julien, comme pour critiquer le fait qu'à l'époque beaucoup de chanteurs français se mettaient à chanter en anglais sur de la musique disco délaissant la langue française.

## Personnalités liées
Bibliothécaire de Mazarin
- Gabriel Naudé, de 1643 à sa mort
- François de La Poterie, de 1653 à 1689

Bibliothécaires du collège Mazarin
- Louis Picques, de 1688 à 1695
- Pierre Couleau, de 1695 à 1708
- Jean-Baptiste Quinot, de 1708 à 1722
- Pierre Desmarais, de 1722 à 1760[7]
- Mathieu-Jacques de Vermond, de 1760 à 1777
- Luce Joseph Hooke, de 1778 à 1791

Administrateurs (puis directeurs) de la bibliothèque Mazarine
- Gaspard Michel, dit l'abbé Leblond, de 1791 à 1805
- Charles Palissot de Montenoy, de 1805 à 1814
- Louis Charles François Petit-Radel, de 1814 à 1836
- Charles-Marie de Feletz, de 1836 à 1848
- Ustazade Silvestre de Sacy, de 1848 à 1879
- Benjamin Gastineau, pendant la Commune de Paris en 1871
- Frédéric Baudry, de 1879 à 1885
- Alfred Franklin, de 1885 à 1907
- Georges de Porto-Riche, de 1907 à 1930
- Jean Lailler, de 1930 à 1944
- Jacques Renoult, de 1945 à 1970
- Maurice Piquard, de 1970 à 1976
- Pierre Gasnault (1928-2016), de 1976 à 1994
- Christian Péligry, de 1994 à 2010
- Yann Sordet, à partir de 2011

Parmi les conservateurs, bibliothécaires, etc. de la Mazarine, on note :
- l'abbé Aimé Guillon, à partir de 1816
- Jean-Augustin Amar du Rivier
- Philarète Chasles, de 1837 à 1873
- Charles-Augustin Sainte-Beuve, de 1840 à 1848
- Joseph Naudet, à partir de 1848
- Jean-Jacques Ampère
- Armand d'Artois
- Sylvain Maréchal
- Charles Asselineau
- Jules Sandeau
- Arsène Thiébaut de Berneaud
- Ferdinand Fabre